# Maite Zúñiga
Maite Zúñiga, właśc. María Teresa Zúñiga Domínguez (ur. 28 grudnia 1964 w Eibarze) – hiszpańska lekkoatletka specjalizująca się w biegach średniodystansowych, głównie na 800 i 1500 m. 

## Osiągnięcia
W roku 1995, w Barcelona zdobyła brązowy medal na halowych mistrzostwach świata w lekkoatletyce w biegu na 800 m kobiet. Rekordzistka Hiszpanii (od 1988 r.) w biegu na 800 m. Trzykrotnie reprezentowała Hiszpanię na letnich igrzyskach olimpijskich:
- Seul 1988 – 800 m – 7. miejsce z czasem 1.59,82 s[3]
- Barcelona 1992 – 1500 m – 6.miejsce z czasem 4.00,59 s[4]
- Atlanta 1996 – 1500 m – odpadła z rywalizacji w półfinałach, z czasem 4.14,10 s[5]

## Rekordy życiowe
źródło:

### indywidualnie
- 400 m – 52,71 s (Madryt, 07.06.1988) – 15. wynik w historii hiszpańskiej lekkoatletyki
- 800 m – 1.57,45 s (Sewilla, 01.06.1988) – rekord Hiszpanii
- 1000 m – 2.34,66 s (Jerez de la Frontera, 13.09.1989)
- 1500 m – 4.00,59 s (Barcelona, 08.08.1992)
- 1 mila – 4.28,83 s (Lozanna, 02.07.1997)
- 3000 m – 9.01,37 s (Ateny, 05.06.1999)

### w sztafetach
- 4x400 m – 3.36,50 s (Barcelona, 08.09.1989)

## Życie prywatne
Jej mężem jest hiszpański dziennikarz Julio Maldonado García, z którym ma dwoje dzieci. Po zakończeniu kariery sportowej powróciła do pracy w policji.